# Neofacydes townesi
Neofacydes townesi är en stekelart som beskrevs av Heinrich 1960. Neofacydes townesi ingår i släktet Neofacydes och familjen brokparasitsteklar. Inga underarter finns listade i Catalogue of Life.